# Argentotennantite
L'argentotennantite est un minéral de la famille des sulfures, qui appartient au groupe de la tétraédrite. Il est nommé d'après sa composition riche en argent et sa relation avec la tennantite.

## Caractéristiques
L'argentotennantite est un sulfosel de formule chimique Ag6[Cu4(Fe,Zn)2]As4S13. Elle cristallise dans le système cubique en formant des petits grains d'environ 0,1 millimètre autour de la tennantite. C'est une espèce chimiquement similaire à la keutschite. Elle forme une série de solution solide avec la freibergite. Sa dureté sur l'échelle de Mohs est de 3,5.

## Classification
Selon la classification de Nickel-Strunz, l'argentotennantite appartient à "02.G - Néso-sulfarsénites, etc. avec S additionnel", avec les minéraux suivants : freibergite, giraudite, goldfieldite, hakite, tennantite, tétraédrite, sélénostéphanite, stéphanite, pearcéite, polybasite, sélénopolybasite, cupropearcéite, cupropolybasite et galkhaïte.

## Formation et gisements
On la trouve dans les dépôts polymétalliques et dans les gisements stratiformes de zinc et de plomb. Elle est généralement associée à d'autres minéraux tels que la tennantite–tétraédrite, la freibergite, la stibine, l'or mercurique, la pyrite, la galène, la sidérite, l'ankérite, le quartz et la géocronite. Elle a été découverte en 1986 dans les gisements d'or de Kvartsitovje Gorki, à Aksu (Oblys d'Aqmola, Kazakhstan).